# Trédion
Trédion (in bretone Tredion, in lingua gallo Terdion) è un comune francese di 1 077 abitanti situato nel dipartimento del Morbihan nella regione della Bretagna.

## Società

### Evoluzione demografica
Abitanti censiti